# Ethel-Michele de Villiers
Ethel-Michele de Villiers (* 1947 in Pretoria, Südafrika) ist eine Biologin. Sie erforscht virale Ursachen von Krebs am DKFZ in Heidelberg.
De Villiers schloss ihre Schule 1965 in Pretoria ab und studierte Biologie an der Universität Pretoria. Sie promovierte (D. Sc.) 1980, ging an die Albert-Ludwigs-Universität Freiburg und dann an das Veterinary Institute Onderstepoort in Südafrika. Ab 1984 war sie am DKFZ tätig.
Sie identifizierte viele neue Arten von Papillomviren und untersuchte ihre Rolle bei der Krebsentstehung. Ab 2000 arbeitet sie an der Identifikation und Analyse des Torque-Teno-Virus (TTV). Darüber hinaus befasst sie sich mit den ähnlich-strukturierten, aber genetisch unterschiedlichen Bovine Meat and Milk Factors (BMMFs), die nach zur Hausen und Villiers eine Rolle bei Darmkrebs- und Brustkrebserkrankungen spielen.
1993 heiratete sie den Mediziner Harald zur Hausen († Mai 2023), mit dem sie seit Jahrzehnten zusammenarbeitete.

## Schriften
- Untersuchung zur Verbreitung spezifischer Typen humanpathogener Papillomviren und ihres Vorkommens in benignen und malignen proliferativen Erkrankungen. Habilitation. 1986
- Ethel-Michele de Villiers (Hrsg.): TT viruses – the still elusive human pathogens. Springer Verlag, 2009, ISBN 978-3-540-70971-8